# Próg rozpoznania zapachu
Próg rozpoznania (próg rozpoznawalności; ang. recognition threshold – stężenie (np. c ppm) lub stężenie zapachowe (cod [ ouE/m3]), które w danych warunkach umożliwia rozpoznanie zapachu z prawdopodobieństwem 0,5. W dziedzinie analizy sensorycznej, opartej m.in. na rozpoznawaniu różnych wrażeń zmysłowych, próg rozpoznania jest nazywany również „progiem wrażliwości”.
Oznaczenia progu rozpoznania umożliwiają testy psychofizyczne. Określenie indywidualnego progu rozpoznania zapachu związku chemicznego lub określonej mieszaniny wonnych związków w powietrzu (zobacz: odorant) polega np. na wielokrotnej prezentacji osobie oceniającej próbek powietrza zawierającego różne znane ilości odorantów lub próbek ciekłych. Zadanie uczestnika testu polega np. na przypisaniu próbce określenia (wybranego z dostępnego wykazu) lub wskazaniu właściwego wzorca zapachowego.
Liczbowe wartości progów rozpoznania są zwykle 5 – 30 razy większe od progów wyczuwalności (cth). Oznacza to, że wyrażony w jednostkach stężenia zapachowego próg rozpoznania mieści się w zakresie 5 – 30 ou/m3 (najczęściej ok. 10 ou/m3).
| Nazwa związku       | Próg wyczuwalności [ppm] | Próg rozpoznania [ppm] | Stosunek progów rozpoznania : wyczuwalności |
| amoniak             | 0,1                      | 0,5                    | 5                                           |
| metanotiol          | 0,0001                   | 0,0007                 | 7                                           |
| siarkowodór         | 0,0005                   | 0,006                  | 12                                          |
| siarczek dimetylu   | 0,0001                   | 0,003                  | 30                                          |
| disiarczek dimetylu | 0,0003                   | 0,003                  | 10                                          |
| trimetyloamina      | 0,0001                   | 0,001                  | 10                                          |
| aldehyd octowy      | 0,002                    | 0,01                   | 5                                           |
| styren              | 0,03                     | 0,2                    | 7                                           |